# لینا شامامیان
لینا شمامیان (ارمنی: Լենա Շամամյան زادهٔ ۱۹۸۰ در دمشق) خوانندهٔ زن ارمنی‌تبار اهل سوریه است، آوازخوانی را از سن پایین آغاز کرد. لینا شامامیان، به‌جز موسیقی کلاسیک عربی در سبک‌های جاز، موسیقی ارمنی و شرقی و تلفیقی نیز می‌خواند. وی هم‌اکنون در پاریس زندگی می‌کند.

## آلبوم‌ها

### هالأسمر اللون (۲۰۰۶)
| 1. علی موج البحر 2. لما بدا یتثنی 3. عَ الروزانا 4. هالأسمر اللون 5. بالی معاک 6. یا مایلة عَ الغصون |

### شامات (۲۰۰۷)
| 1. قبل العشا 2. حوّل یا غنّام 3. یا مسافرة 4. یما لالا 5. شآم 6. سحر 7. دعونی أجود 8. ساریری هوڤیین مارنیم 9. بالی معاک |

### غزل البنات (۲۰۱۳)
| 1. أول مسافر 2. یا هلی 3. آورور \| یاله تنام 4. شهرزاد 5. آخر العنقود 6. غزل البنات 7. منفی 8. دیراماینرن 9. إنترو قانون 10. حنة و زهر 11. یا هلی (۲) إرتجال 12. غیر شی |